# Roman Bəkirov
Roman Bəkirov (ur: 13 marca 1989) – azerski zapaśnik walczący w stylu wolnym. Drugi w Pucharze Świata w 2018. Brązowy medalista wojskowych MŚ z 2018. Trzeci na ME juniorów w 2008 i 2009 roku.